# Bernardo de Treviso

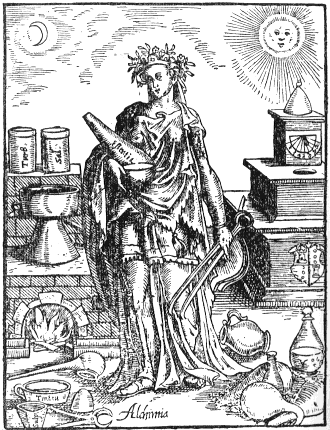
Alegoria da Alquimia.

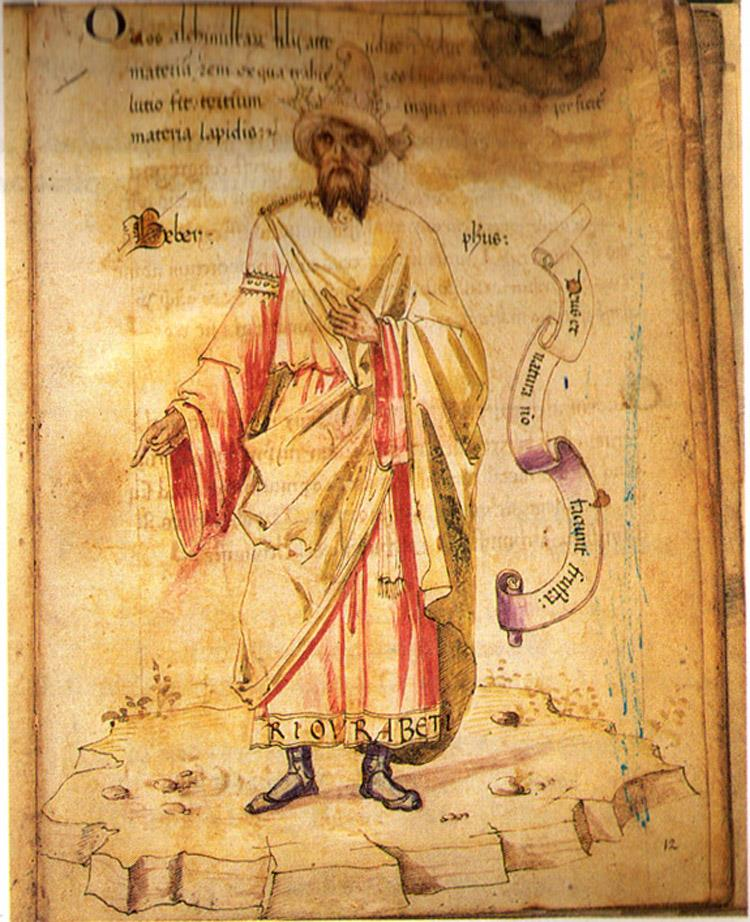
Jabir ibne Haiane, conhecido como Geber, grande alquimista árabe.

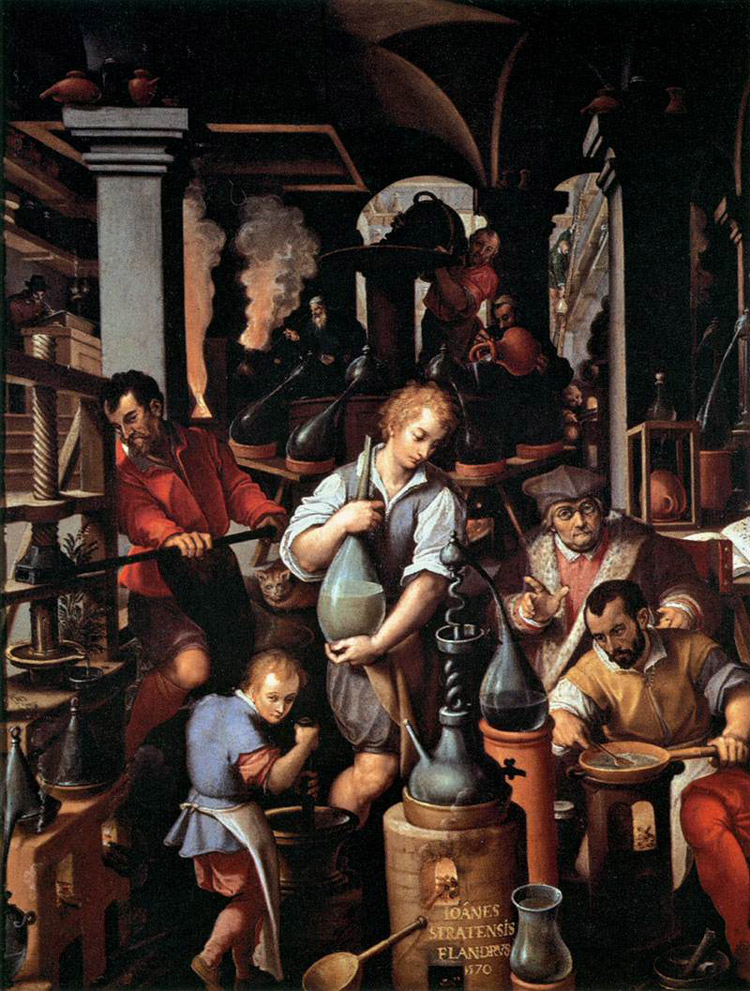
Stradanus - O laboratório do alquimista (1551).

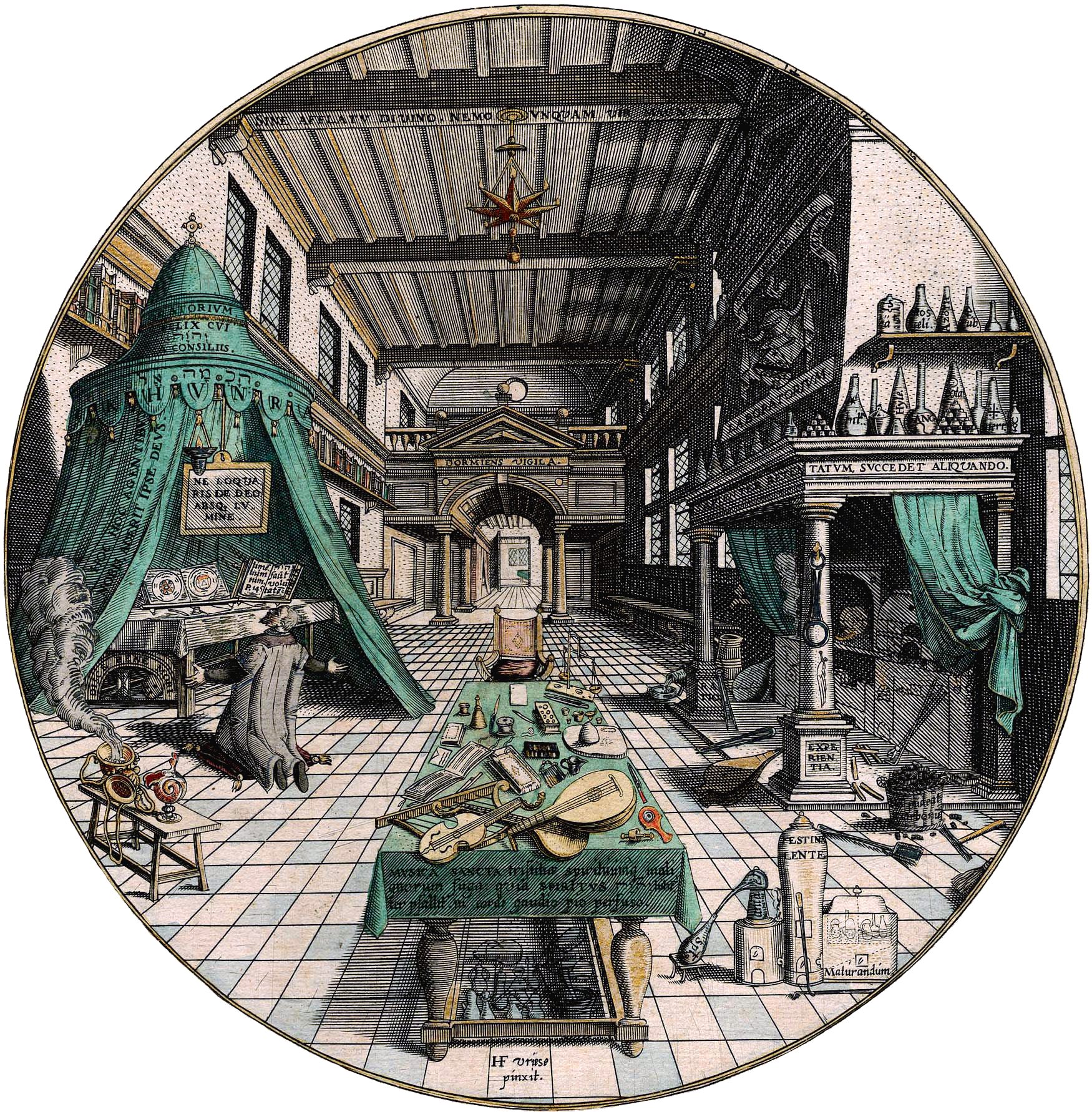
Laboratório do alquimista Hans Vredeman de Vries, cerca de 1595.

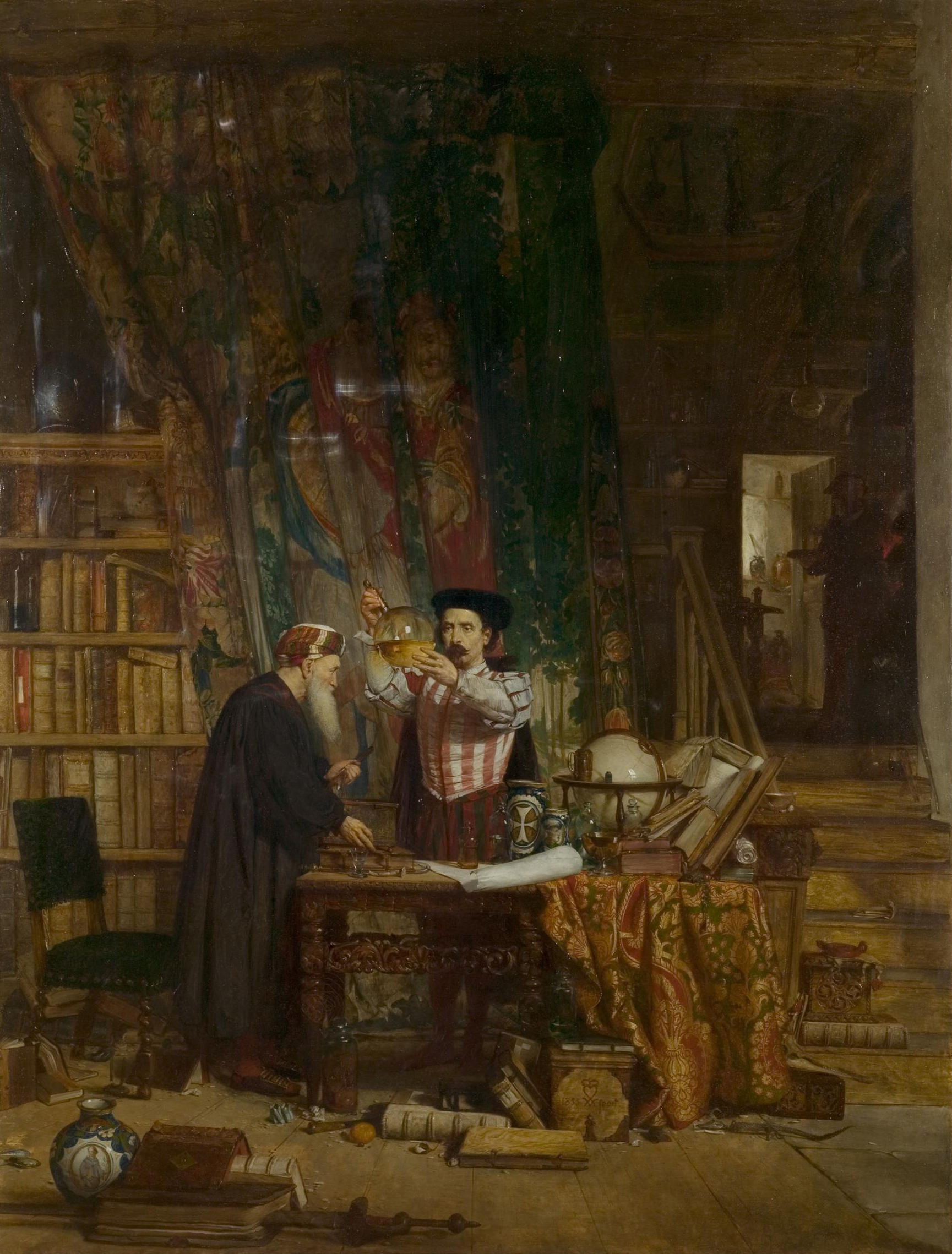
O Alquimista por sir William Fettes Douglas.

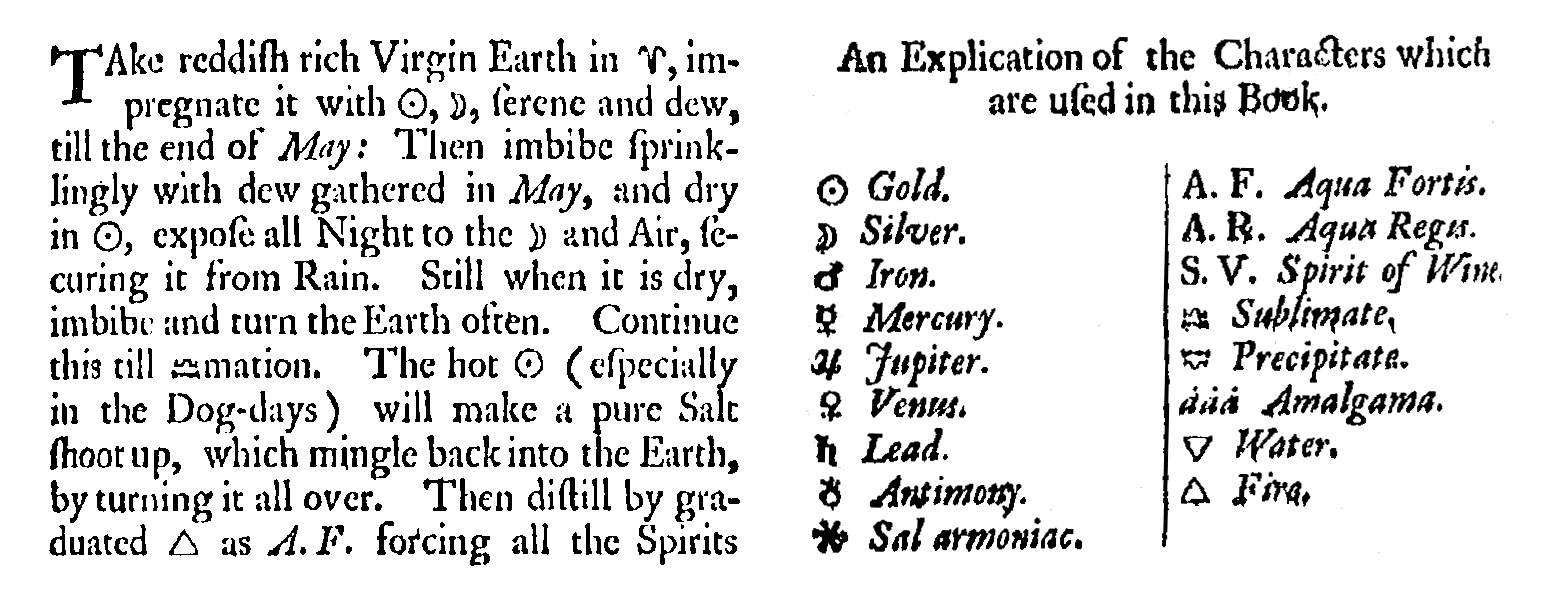
Signos dos elementos utilizados durante o processo da alquimia.

Bernardo de Treviso, ou Bernhardus Trevisanus, Bernhardus von Trèves, Bernardo, o Trevisano, Bernardo de Tréves, como também conde Bernard de Tresne e Naygen, Bernadus Comes (Pádua, 1406 – 1490), foi um nobre, conde de La Marche Treviso (um pequeno povoado nos Estados venezianos), que tornou-se um renomado alquimista italiano do século XV. Foi autor de algumas obras de cunho hermético e iniciático, dentre as quais o Responsio Thomam de Bolonia (Resposta a Tomás de Bolonha). Seu nome e sua pessoa é, às vezes confundido com outros dois quase homônimos: Bernardo Trevisano (1652-1720), linguista, filósofo, pintor e matemático de origem veneziana e Bernardinus Trivisanus (1506-1583), que estudou medicina e artes na Universidade de Pádua e, posteriormente, tornou-se professor de lógica e teoria médica.

## Biografia
Bernardo nasceu em Pádua em 1406 em uma nobre e rica família. Seu pai era doutor em medicina, e foi quem, provavelmente, ministrou as primeiras noções de ciência ao filho. Já a partir dos 14 anos, em  1420, ele inicia seus estudos na arte da alquimia. Estuda as obras de Geber e Resis, filósofos e alquimistas orientais, e complementa os estudos com a leitura de Sacrobosco e Johannes de Rupescissa.
Embora tenha começado muito precocemente a sua carreira como alquimista (com a idade de quatorze anos), ele tinha o apoio da família, posto que também desejavam aumentar sua riqueza. Ele trabalhou pela primeira vez com um monge de Cister chamado Gotfridus Leurier. Eles tentaram por oito anos criar a pedra filosofal a partir do ovo purificado ou ovo filosofal. Acredita-se que ele pode ter influenciado no trabalho de Gilles de Rais em 1430.
Ele passou a trabalhar então com os minerais e sais naturais utilizando o processo de destilação e cristalização, os quais aprendeu nas leituras de Geber e Resis. Em seguida fez experimentações com os vegetais e compostos animais. Ele gradualmente dilapidou sua riqueza em busca dos segredos para a confecção da pedra filosofal. Em algumas destas vezes a busca resultou em um fracasso, como no caso histórico do padre alemão de nome Henrique, que autovangloriava-se de ter conseguido fabricar a pedra filosofal, o ouro potável e, por conta disto foi que Bernardo viajou à Alemanha para avistar-se com o referido que prometia à troca de certa quantia, revelar o segredo e fornecer as ferramentas e materiais necessários. Deu-se que tudo deu em nada e fora somente um engano.
A partir desta busca infrutífera, deste logro, foi que Bernardo decidiu-se a empreender uma viagem (que duraria 58 anos) por quase todo o mundo conhecido, incluindo os países bálticos, Alemanha, Espanha, Grã-Bretanha, Holanda, França, Viena, tentando em cada um destes países encontrar pistas deixadas pelos alquimistas do passado
sobre como criar a pedra filosofal. Posteriormente ele viajou para o Egito, Palestina, Pérsia, Turquia, Chipre e, finalmente chegou à Grécia, em 1481, já com a saúde um tanto deteriorada, foi que, estando naquele momento na Ilha de Rhodes, ele afirma ter encontrado a pedra filosofal com a ajuda de um sacerdote.
Seu nome figura ao lado de outros ínsignes mestres na arte alquímica. Mestres como Arnaldo de Vilanova; Pedro de Abano; Nicolas Flamel; John Dastin; Thomas Norton; Cristóvão de Paris; Paulo de Taranto; o Pseudo-Geber; Gilles de Rais; George Ripley; Hortulano (provável pseudônimo de Joannes Grasseus); Basilio Valentim; Miguel Escoto; Roger Bacon; Alberto Magno; Denis Zachaire; Giovanni Aurelio Augurelli; Jean D'Espagnet; Pico della Mirandola; Giovanni Bracesco; Antoine-Joseph Pernety; João de Rupescissa (Joan de Rocatallada); Élio de Cortona; Gerardo de Cremona; Heinrich Khunrath; Oswaldo Croll; Michael Maier; Alexander Seton; Michel Sendivogius; George Starkey (Irineu Filaleto); Eugênio Canseliet, etc.

"Há trindade numa unidade e unidade numa trindade, e aí estão Corpo, Espírito e Alma. E aí também Mercúrio e Arsénico"

Nesta ilha ele permaneceu até sua morte em 1490.

## Obras
Ele foi responsável, ao menos parcialmente, lá pelo ano de 1643, por um excelente manuscrito acerca da pedra filosofal, que circulou livremente, antes de sua publicação, com o nome de Le Bernard d'Alchmague, cum Bernard Treveso e assinado como Sir Bernard Trevisan conto da Marcha. A ele também se credita um outro trabalho, cujo título é La Philosophie Naturelle des METAUX. Nesta última obra ele expõe a necessidade da meditação pelo alquimista na criação da pedra filosofal.
No século XVI, algumas obras literárias de conteúdo alquimista foram atribuídas a Bernardo, por exemplo, Trevisanus de Chymico miraculo, quod lapidem philosophiae recorrente foi editado em 1583 por Gerard Dorn. A resposta de Bernardus Trevisanus, a Epístola de Thomas de Bonônia, e A Epístola Prévia de Bernard Conde de Tresne, em Inglês, apareceu no 1680 Aurifontina Chymica.
- Bernardo de Trèves, Responsio ad Thomam de Bolonia (1385). Pode ser encontrado no manuscrito de 1533 Responsio MS. 2018 Biblioteca Nacional Francesa, por responsabilidade de Traict Ung; enviado ao mestre Tomás de Bolonha, médico do rei  França, o mui virtuoso rei Filipe e Conde Palatino, por Bernardo de Tràves, no ano de 1385.
- Bernardo de Trèves, os ramos, anagrama revisto 2, 1973. 62 pp, P. 30/05, o galho, o texto alquímico do século XIV atribuído a Bernardo de Trier, editado e traduzido por Dominique Maxime Préaud Lesourd, de acordo com o manuscrito da Biblioteca de Arsenal."

### Publicações
- Bernardo, o Trevisano, Opúculo da excelência da verdadeira filosofia natural do metais , in Claude d'Ygé, Nouvelle assemblée des philosophes chymiques, Dervy-Livres, 1954.
- Bernardo, o Trevisano, A linguagem negligenciada, por Bernardo, conde de la Marche Trévisanne. Três tratados de filosofia natural (Verum dimissum). Contendo a "Alegoria da Fonte".
- Bernardo, o Trevisano, O Sonho Verde
- Bernardo, o Trevisano, Tratado da natureza do ovo dos filósofos, composto por Bernardo, conde de Trèves, Alemanha
- Obras químicas de Bernardo, o Trevisano. O livro da filosofia natural dos metais. - A linguagem negligenciada. - O sonho verde. - Tratado da natureza do ovo dos filósofos, Guy Trédaniel, 1976, 166 p.

### Outras publicações
- Peri chemeias, et opus Historicum dogmaticum - Gratarolus publicações
- Da Philosophia hermética, - sobre a Pedra Sagrada, os filósofos pré-eminentes e Mr. hocherfahrnen Bernhardi, von der Marck Graven, e Tervis ... ", editado por Toxites, Strasbourg 1574, 1586
- Bernhardus innovatus publicado por Caspar Horn, 1643
- Bernhardi, von der Marck Graven, e Tervis (quem é Bernhardus Trevisanus) - Escritos químicas de Filosofia hermética em quatro partes, Leipzig, 1605 Publicado Tanck
- Escritos Químicos da Pedra Sagrada. Do latim para o alemão, ingleichen com o J. Tancke * Anmerkunden por Caspar Horn, incluindo Bernhardus Trevisanus - Nuremberg. Tauber. 1717 ASIN B002R19N4Y

### Estudos complementares
- Jacques Sadoul, O tesouro dos alquimistas, J'ai lu, coll. "A aventura misteriosa", 1970, p. 113-123.
- Didier Kahn,  "Pesquisa sobre o Livro atribuído ao chamado Bernardo, o Trevisano (final do séc XV), na A alquimia e medicina medievais Micrologus Library IX, Ed. del Galluzzo (2003)
- Furio Gallina, "Miti e storie di alchimisti tra il medioevo e l'età contemporanea", mp/edizioni, 2015.